# Premi Dupré-Lapize
El Premi Dupré-Lapize era una cursa ciclista de la modalitat de Madison que es disputava anualment al Velòdrom d'Hivern de París. La primera edició datava del 1927 i estava organitzada per homenatjar els ciclistes Victor Dupré i Octave Lapize.

## Palmarès
| Any      | Vencedors                                | Segons                              | Tercers                                  |
| 1927     | Alfred Letourneur · Georges Rouyer       | Charles Deruyter · Klaas Van Nek    | Henri Aerts · Alfredo Binda              |
| 1928     | Georges Wambst · Charles Lacquehay       | Alfredo Binda · Pietro Linari       | Alfred Letourneur · Paul Broccardo       |
| 1929     | Alfredo Binda · Domenico Piemontesi      | André Marcot · Georges Vandenhove   | Georges Rouyer · Alexis Blanc-Garin      |
| 1930 (1) | Onésime Boucheron · Armand Blanchonnet   | Alfred Letourneur · Paul Broccardo  | Alexandre Raes · Albert Billiet          |
| 1930 (2) | Learco Guerra · Alfredo Dinale           | Lucien Choury · Louis Fabre         | Charles Pelissier · André Leducq         |
| 1931     | Paul Broccardo · Georges Wambst          | Alexandre Raes · Albert Billiet     | Henri Lemoine · Maurice Lemoine          |
| 1932     | Paul Broccardo · Henri Lemoine           | Jan Pijnenburg · Janus Braspennincx | Georges Wambst · Charles Lacquehay       |
| 1933     | Octave Dayen · Henri Lemoine             | Jean Aerts · Edgard De Caluwe       | Antonin Magne · René Le Grevès           |
| 1934     | Octave Dayen · Henri Lemoine             | Amédée Fournier · René Le Grevès    | Roger Lapébie · Georges Speicher         |
| 1935     | No disputat                              |                                     |                                          |
| 1936     | Jean Aerts · Kamiel Dekuysscher          | Ferdinand Grillo · Jean Giliberti   | Michel Pecqueux · Jean Tonnelier         |
| 1937     | No disputat                              |                                     |                                          |
| 1938     | Maurice Archambaud · Marcel Guimbretière | Cor Wals · Kees Pellenaars          | Bjorn Henry Stieler · Erland Christensen |
| 1939     | Jacques Girard · Jean Goujon             | Albert Buysse · Albert Billiet      | Charles Pelissier · Amédée Fournier      |
| 1940     | Emile Diot · Fernand Wambst              | Jean Aerts · Raoul Breuskin         | Adolphe Prat · André Mornier             |
| 1941 (1) | Emile Ignat · Jean Goujon                | Aimé Montillot · Raymond Lamouroux  | Jacques Besson · Achille Samyn           |
| 1941 (2) | Jules Rossi · Alvaro Giorgetti           | Amédée Fournier · Jean Goujon       | Maurice Archambaud · Adolphe Prat        |
| 1942     | Adolphe Prat · Guy Lapébie               | Emile Bruneau · Achille Samyn       | Emile Ignat · Arthur Seres               |
| 1943     | Gustave Danneels · Albert Billiet        | Guy Lapébie · Alvaro Giorgetti      | Emile Bruneau · Achille Samyn            |
| 1944     | Emile Ignat · Robert Chapatte            | Roger Godeau · Daniel Dousset       | Guy Bethery · Jo Goutorbe                |
| 1945     | Aimé Landrieux · Maurice Le Boulch       | André Pousse · Victor Delvoye       | Emile Carrara · Roger Prevotal           |
| 1946     | Albert Goutal · Henri Surbatis           | Raymond Goussot · Robert Chapatte   | Marcel Guimbretière · Roger Le Nizerhy   |
| 1947     | Aimé Landrieux · Maurice Le Boulch       | Jacques Girard · Raymond Louviot    | Roger Queugnet · Paul Giguet             |
| 1948     | Emile Carrara · Raymond Goussot          | Gerrit Peters · Kees Pellenaars     | Arthur Seres · Guy Lapébie               |
| 1949     | Emile Carrara · Raymond Goussot          | Jean Goujon · Roger Le Nizerhy      | Georges Delescluses · Jean Le Nizerhy    |
| 1950     | Achiel Bruneel · Jozef De Beuckelaer     | Emile Carrara · Raymond Goussot     | Fausto Coppi · Antonio Bevilacqua        |
| 1951     | Ferdi Kübler · Armin Van Buuren          | Ludwig Hörmann · Hans Hörmann       | Robert Mignat · Georges Guillier         |
| 1952     | Emile Carrara · Georges Senfftleben      | Roger Godeau · Raymond Goussot      | Henri Andrieux · Dominique Forlini       |
| 1953     | No disputat                              |                                     |                                          |
| 1954     | Roger Reynes · Jean Le Nizerhy           | Roger Godeau · Georges Senfftleben  | Emile Carrara · Dominique Forlini        |
| 1955     | Dominique Forlini · Georges Senfftleben  | Emile Severeyns · Paul De Paepe     | Henri Andrieux · Raymond Goussot         |
| 1956 (1) | Roger Decaux · Pierre Michel             | Piet Haan · Jan Plantaz             | Armin Van Buuren · Fritz Pfenninger      |
| 1956 (2) | Roger Godeau · Pierre Brun               | Miquel Bover · Guillem Timoner      | Miquel Poblet · André Darrigade          |
| 1957     | Jacques Bellenger · Pierre Brun          | Hugo Koblet · Walter Bucher         | Jan Derksen · Oskar Plattner             |
| 1958     | No disputat                              |                                     |                                          |
| 1959     | Pierre Brun · Dominique Forlini          | Mino De Rossi · Miquel Bover        | Peter Post · Jan Plantaz                 |